# Ceratomyxa huanghaiensis
Ceratomyxa huanghaiensis is een microscopische parasiet uit de familie Ceratomyxidae. Ceratomyxa huanghaiensis werd in 2003 beschreven door Zhao & Song. 